# Markt Allhau
Markt Allhau (ungarisch Alhó, kroatisch Oljhava, Romani Ojhava) ist eine Marktgemeinde mit 2011 Einwohnern (Stand 1. Jänner 2025) im südlichen Burgenland im Bezirk Oberwart in Österreich.

## Geografie
Die Gemeinde liegt im Südburgenland im Stögersbachtal. Die Grenze zur Steiermark im Westen bildet die Lafnitz.

### Gemeindegliederung
Marktgemeinde ist Markt Allhau seit 1973 (durch VO 5 erfolgte die Weiterverleihung).
Das Gemeindegebiet umfasst folgende zwei Ortschaften (in Klammern Einwohnerzahl Stand 1. Jänner 2025):
- Buchschachen (521)
- Markt Allhau (1490)

Die Gemeinde besteht aus den Katastralgemeinden Allhau Markt und Buchschachen.
| Deutscher Ortsname | Ungarischer Ortsname | Kroatischer Ortsname | Roman Ortsname |
| ------------------ | -------------------- | -------------------- | -------------- |
| Buchschachen       | Őribükkösd           | -                    | Bujschocha     |
| Markt Allhau       | Alhó                 | Oljhava              | Ojhava         |

### Eingemeindungen
1971 wurde Buchschachen mit Markt Allhau zusammengelegt.

### Nachbargemeinden
| Lafnitz (HF)                   | Loipersdorf-Kitzladen                       | Riedlingsdorf |
| Sankt Johann in der Haide (HF) | Kompassrose, die auf Nachbargemeinden zeigt | Oberwart      |
|                                | Wolfau                                      | Kemeten       |

## Geschichte
Der Ort wird im Jahre 1331 urkundlich erwähnt und wurde im 18. Jhdt. zum Markt erhoben. Der Ort gehörte wie das gesamte Burgenland bis 1920/21 zu Ungarn (Deutsch-Westungarn). Seit 1898 musste aufgrund der Magyarisierungspolitik der Regierung in Budapest der ungarische Ortsname Alhó verwendet werden.

### Markt Allhau bei der Landnahme des Burgenlandes

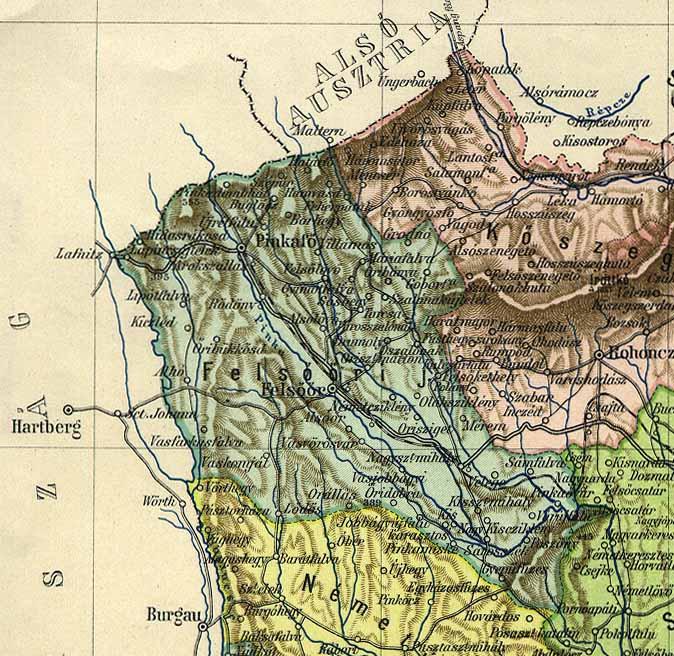
Markt Allhau/Alhó als Teil des Stuhlbezirkes Oberwart/Felsőőr im Komitat Eisenburg.

Nach Ende des Ersten Weltkriegs wurde nach zähen Verhandlungen Deutsch-Westungarn in den Verträgen von St. Germain und Trianon 1919 Österreich zugesprochen. Um jedoch die Übergabe der westungarischen Dörfer an Österreich zu verhindern, bildeten sich im ganzen Land Freischärlergruppen, bei denen aber Angehörige, die aus den betroffenen Gebieten selbst stammten, eher die Ausnahme darstellten. Im Gebiet von Markt Allhau operierte das I. Freischärlerkorps unter dem Kommando von Oberleutnant Arpad Taby, das seinen Kommandositz in Oberwart hatte. Als die österreichische Gendarmerie am 28. August 1921 versuchte mit 11 Kolonnen das Burgenland zu besetzen, wurde die für Markt Allhau vorgesehene Kolonne 8 bereits kurz nach dem Grenzübertritt von den Freischärlern angeschossen, sodass sie sich unverrichteter Dinge wieder auf ihren Ausgangspunkt Hartberg zurückziehen musste. Auch ein zweiter Versuch am nächsten Tag scheiterte am Widerstand der Freischärler. Diese beherrschten nun wieder das Gebiet bis zur steirischen Grenze und riefen unter ihrem Anführer Pál Prónay am 4. Oktober in Oberwart sogar einen Operettenstaat mit dem Namen Lajtabánság/Leitha-Banat aus. Durch das Protokoll von Venedig verpflichtete sich Ungarn schließlich endgültig das Burgenland zu übergeben. So konnte die Landnahme durch das Bundesheer in der Zeit vom 25. bis 30. November ohne Probleme erfolgen. Bereits am ersten Tag dieser Landnahme marschierten Einheiten der österreichischen 4. Brigade des Bundesheeres von Hartberg kommend in Markt Allhau ein, das nun offiziell Teil des neuen Bundeslandes Burgenland wurde.

### Markt Allhau im Zweiten Weltkrieg
Am 7. April 1941 musste eine Bristol Blenheim der jugoslawischen Luftwaffe auf einem Feld in der Nähe von Markt Allhau notlanden. Die Maschine hatte zuvor einen Angriff als Vergeltung für den am Vortag von der Wehrmacht begonnenen Balkanfeldzug auf den Flugplatz Wiener Neustadt geflogen. Dabei wurde sie von der deutschen Flugabwehr derart beschädigt, dass die dreiköpfige Besatzung den Bomber landen musste. Die Männer kamen in deutsche Kriegsgefangenschaft, das Flugzeug war in dieser Phase des Krieges ein seltener Anblick und wurde von vielen Schaulustigen besichtigt, bevor es zerlegt und mit der Bahn mit unbekanntem Ziel abtransportiert wurde.
Am 10. Mai 1944 stürzte ein amerikanischer Boeing B-17 Bomber nach einem Luftkampf mit deutschen Jagdflugzeugen im Gemeindegebiet von Markt Allhau ab. Zwei Besatzungsmitglieder kamen dabei ums Leben, während sich acht andere mit dem Fallschirm retten konnten.
Am 6. April 1945 erreichte auch der Bodenkrieg Markt Allhau. Die Rote Armee hatte den Bezirk Oberwart problemlos erobert und nur bei Markt Allhau und Buchschachen versteifte sich entlang der Lafnitz der deutsche Widerstand. Bis zu Kriegsende fielen fast fünfzig deutsche Soldaten bei diesen Kämpfen. Auch die Ortschaft zahlte mit fünf Ziviltoten und vielen zerstörten Häusern einen hohen Preis.

## Kultur und Sehenswürdigkeiten

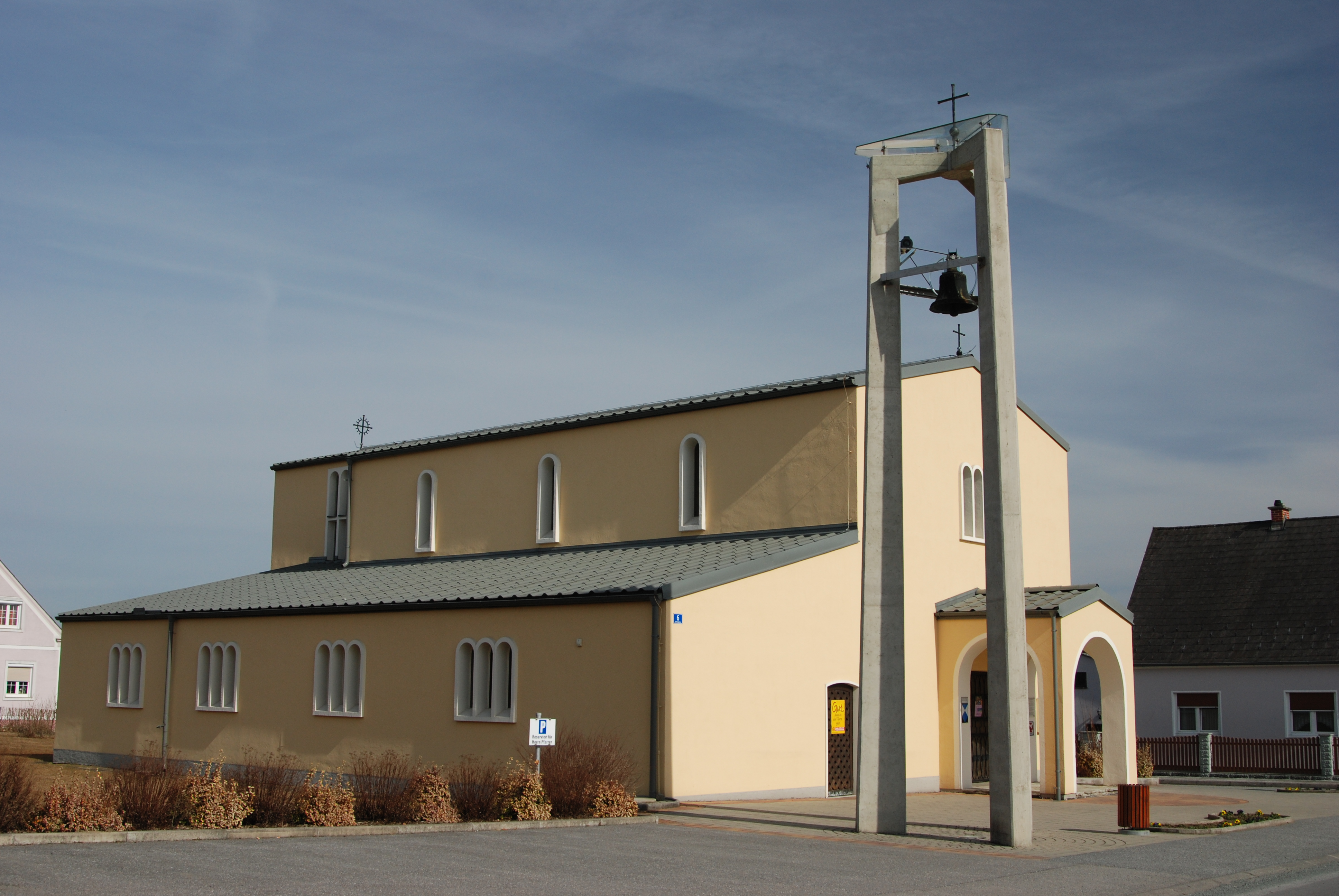
Katholische Filialkirche Markt Allhau

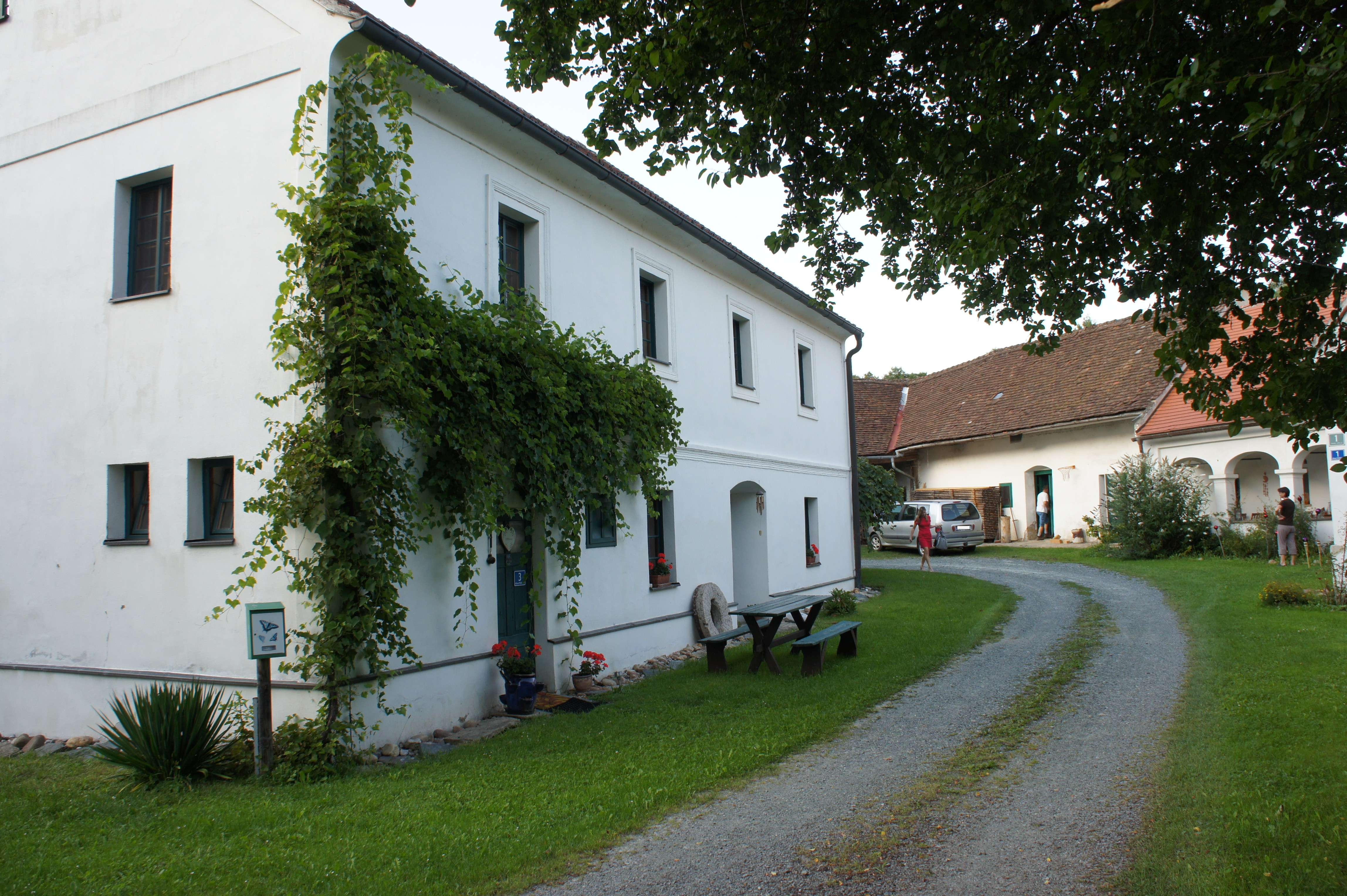
Alte Mühle in Markt Allhau

- Evangelische Pfarrkirche Markt Allhau
- Katholische Filialkirche Markt Allhau hl. Lucia

### Vereine
1948 erfolgte die Gründung des UFC Markt Allhau, der aktuell in der Burgenlandliga spielt.
- Sportclub Buchschachen
- Verschönerungsverein Buchschachen
- Verschönerungsverein Markt Allhau
- Luftgrobmchor Buchschachen
- Tennisverein Buchschachen
- Trachtenmusikkapelle Markt Allhau

## Wirtschaft und Infrastruktur

### Wirtschaft
In den Jahren 1999 bis 2010 nahm die Anzahl der landwirtschaftlichen Betriebe von 138 auf 109 ab. Im Haupterwerb geführt werden 29 nach 10.
| Wirtschaftssektor            | Anzahl Betriebe | Anzahl Betriebe | Erwerbstätige | Erwerbstätige |
| Wirtschaftssektor            | 2011            | 2001            | 2011          | 2001          |
| ---------------------------- | --------------- | --------------- | ------------- | ------------- |
| Land- und Forstwirtschaft 1) | 109             | 138             | 31            | 60            |
| Produktion                   | 37              | 31              | 306           | 342           |
| Dienstleistung               | 110             | 68              | 485           | 308           |

1) Betriebe mit Fläche in den Jahren 2010 und 1999

### Bildung
In der Gemeinde befinden sich zwei Kindergärten, einer in Markt Allhau und einer in Buchschachen. Außerdem gibt es zwei Volksschulen, eine Neue Mittelschule und eine Musikschule.

### Infrastruktur
- Straße: Durch das Gemeindegebiet verläuft die Süd Autobahn A2.
- Eisenbahn: Der näheste Bahnhof befindet sich in Hartberg, rund zehn Kilometer westlich von Markt Allhau.[16]

## Politik

### Gemeinderat
Der Gemeinderat hat 21 Mitglieder.
- Mit den Gemeinderatswahlen im Burgenland 2002 hatte der Gemeinderat mit 19 Mitgliedern folgende Verteilung: 9 SPÖ, 9 ÖVP 9, und 1 FPÖ.
- Mit den Gemeinderatswahlen im Burgenland 2007 hatte der Gemeinderat folgende Verteilung: 11 ÖVP, und 10 SPÖ.
- Mit den Gemeinderatswahlen im Burgenland 2012 hatte der Gemeinderat folgende Verteilung: 11 ÖVP, 8 SPÖ, und 2 LAG.
- Mit den Gemeinderatswahlen im Burgenland 2017 hatte der Gemeinderat folgende Verteilung: 11 ÖVP, 7 SPÖ, und 3 LAG.
- Mit den Gemeinderatswahlen im Burgenland 2022 hat der Gemeinderat folgende Verteilung: 10 ÖVP, 9 SPÖU und 2 LAG.

### Bürgermeister
Quelle: Atlas Burgenland
- 1945: Viktor Bartos (von Sowjets eingesetzt)
- ab August 1945: Josef Höltl (ÖVP)
- 1950–1954: Samuel Hagenauer (ÖVP)
- 1954–1961: Alois Krutzler (ÖVP)
- 1961–1966: Emmerich Holl (ÖVP)
- 1966–1977: Josef Ziermann (ÖVP)
- 1977–1982: Erich Gall (SPÖ)
- 1982–1985: Johann Koch (ÖVP)
- 1985–2007: Engelbert Raser (ÖVP)
- 2007–20??: Hermann Pferschy (ÖVP)
- seit 20??: Joachim Raser (ÖVP)

### Wappen
|  | Blasonierung: „Am oberen Rand eines grünen Schildes quer drei gold durchflutete weiße Arkadenbögen. In den mittleren Bogen ragt der Zwiebelturm einer weißen Kirche, die in der Mitte des Wappens zwischen zwei in einfacher Wellenform quer verlaufenden blauen Flüssen steht. Links und rechts der Kirche steht je ein grüner Baum. Im Schildfluss als Symbol für Handwerk und Gewerbe ein goldener Amboss, der von einem ebenfalls goldenen achtspeichigen Rad umgeben wird. Den Schild umgibt eine einfache blaue Linie.“ |

### Partnergemeinde
Markt Allhau pflegt eine Partnerschaft zur Gemeinde Unlingen in Baden-Württemberg.

## Persönlichkeiten

### Söhne und Töchter der Gemeinde
- Ewald Ritter (* 1953), Politiker und Lehrer
- Anita Keiper (* 1961), Verlegerin

### Mit der Gemeinde verbundene Persönlichkeiten
- Helmut Pechlaner (* 1946), Direktor des Tiergartens Schönbrunn in Wien
- Igor Skalé (1948–2011), Maler[20]